# Denník N
Denník N je slovenský deník a internetové médium, které připravuje bývalé vedení redakce deníku SME. Má podobu webu financovaného částečně z plateb od čtenářů, a též i tištěnou podobu.
Zakladateli jsou Matúš Kostolný, Tomáš Bella, Lukáš Fila, Konštantín Čikovský a Juraj Javorský.
Impulzem vzniku projektu byl pokus finanční skupiny Penta o vstup do vlastnické struktury akciové společnosti Petit Press, která je vydavatelem deníku SME.
Webová podoba vznikla v říjnu 2014, tištěný deník vychází od ledna 2015. Finančně nový deník podpořila slovenská softwarová společnost ESET. První číslo vyšlo v rozsahu 24 stran a v nákladu 20 000 kusů; přineslo rozhovor s prezidentem Andrejem Kiskou. V červenci 2015 se stal web Denníku N 19. nejnavštěvovanější na Slovensku.
Po vzoru Denníku N v Česku skupina nezávislých novinářů založila Deník N, Denník N jim poskytl know-how a má 25% podíl akcií Nového deníku.

## Kontroverze
Rozhodnutí vlády Roberta Fica z května 2015 neodpovídat na dotazy Denníku N, vyvolané publikováním Shootyho karikatur jejího předsedy, což tato vláda označila za „dlouhodobě tendenční informování“, vyvolalo kritiku tohoto mediálního bojkotu na slovenské mediální scéně.